# Franco Ukmar
Franco Ukmar (* 29. März 1936 in Rom; † 10. August 2016 ebenda) war ein italienischer Zirkusartist, Stuntman und Darsteller beim Film.

## Leben
Ukmar stammte aus einer Zirkusfamilie (deren Familienname sich ursprünglich Uckmar schrieb) und meldete sich zu Beginn der 1960er Jahre, als – der Welle der damals äußerst populären Peplum-Filme geschuldet – die italienische Filmindustrie großen Bedarf an Stuntleuten, physisch präsenten Kleindarstellern und Waffenmeistern hatte, wie seine Brüder Bruno (31.10.1923 – 21.12.2012), Sergio (28.9.1934 – 6.6.1985), Giancarlo (* 15. März 1938), Giovanni (* 26. Juni 1940) und Clemente (* 4. Januar 1943) für diese Aufgaben. Er entwickelte sich zu einem der meistbeschäftigten Stuntleute und -koordinatoren, wobei er auch immer wieder kleinste, kleine und Nebendarstellerrollen übernahm. Nach Abebben der Sandalenfilmwelle war er so in zahlreichen Italowestern, Poliziotteschi, Abenteuerfilmen und anderen angesagten Genrewerken zu sehen, darunter auch einige Komödien mit dem Schauspielergespann Bud Spencer und Terence Hill. Er konnte in über 230 Rollen identifiziert werden.

## Filmografie (Auswahl)
- 1967: Du stirbst um sechs in Tetuan (La lunga sfida)
- 1968: Leichen pflastern seinen Weg (Il grande silenzio)
- 1969: Django und Sartana, die tödlichen Zwei (Una lunga fila di croci)
- 1970: Die rechte und die linke Hand des Teufels (Lo chiamavano Trinità)
- 1971: Freibeuter der Meere (Il corsaro nero)
- 1971: Vier Fäuste für ein Halleluja (…continuavano a chiamarlo Trinità)
- 1972: Verflucht, verdammt und Halleluja (E poi lo chiamarono il magnifico)
- 1973: Auch die Engel essen Bohnen (Anche gli angeli mangiano fagioli)
- 1973: Frauen, die man Töterinnen nannte (Le amazzoni - donne d'amore e di guerra)
- 1973: Sie nannten ihn Plattfuß (Piedone lo sbirro)
- 1974: Zwei wie Pech und Schwefel (… altrimenti ci arrabbiamo!)
- 1975: Plattfuß räumt auf (Piedone a Hong Kong)
- 1975: Wir sind die Stärksten (Noi non siamo angeli)
- 1976: Hector, der Ritter ohne Furcht und Tadel (Il Soldato di ventura)
- 1977: Dealer Connection – Die Straße des Heroins (La via della droga)
- 1978: Ein Haufen verwegener Hunde (Quel maledetto treno blindato)
- 1980: Zombies unter Kannibalen (Zombi Holocaust)
- 1983: Endgame – Das letzte Spiel mit dem Tod (Endgame – Bronx lotta finale)
- 1984: Vier Fäuste gegen Rio (Non c’è due senza quattro)